# Patagonia (zoogdier)
Patagonia is een geslacht van uitgestorven zoogdieren uit de orde Gondwanatheria. Dit dier leefde tijdens het Vroeg-Mioceen in Zuid-Amerika. Het geslacht omvat als enige soort P. peregrina, en dit is de laatst bekende soort uit de Allotheria.

## Fossiele vondst
Fossielen van Patagonia zijn gevonden in de Sarmiento-formatie in de Argentijnse provincie Chubut en dateren uit het SALMA Colhuehuapian. Het holotype is een deels complete onderkaak. Daarnaast zijn geïsoleerde tanden uit het boven- en ondergebit bekend. 

## Classificatie
In eerste instantie werd Patagonia geclassificeerd als een buideldierachtig zoogdier. Vanwege zijn sterk afwijkende morfologische kenmerken werd het ingedeeld in een eigen orde familie, Patagonioidea and Patagoniidae. Sommige fylogenetische studies wezen op verwantschap met de opossummuizen (Paucituberculata), vaak samen met de eveneens moeilijk te duiden Groeberiidae uit het Eoceen van Patagonië. Nieuwe studies hebben geleid tot indeling bij de familie Sudamericidae van de Gondwanatheria. De veronderstelde sterk afwijkende morfologische kenmerken van Patagonia zijn binnen deze groep juist typische kenmerken. Onder meer de knaagdierachtige kaken met vergrote snijtanden, kiesachtige hoektanden en verlengde kaakgroeves van Patagonia zijn kenmerkend voor de Gondwanatheria. Patagonia is niet de enige overlever van een grotendeels Mesozoïsche groep in het Mioceen van Zuid-Amerika: bij een studie in 2012 bleek Necrolestes geen buideldier, maar de laatst bekende overlever van de Dryolestida.

## Kenmerken
Patagonia was een gravende herbivoor. De kaak en het gebit is vergelijkbaar met dat van gravende knaagdieren en daarom werd Patagonia in de oorspronkelijk beschrijving aangeduid als een 'buideltoekotoeko'. Net als verschillende multituberculaten en hedendaagse knaagdieren en konijnen had Patagonia wortelloze snijtanden, wat betekende dat ze niet stopten met groeien. De kiezen waren goed aangepast voor het kauwen van gras en Patagonia was waarschijnlijk een grazer, wat overeenkomt met de steppe- of savanne-achtige graslanden waar het leefde. Net als bij andere allotheriën wijst de anatomie van de kaakregio en de rangschikking van de kiezen er op dat Patagonia een voorachterwaartse manier van kauwen had, dat niet voorkomt bij hedendaagse zoogdieren. Om competitie met cavia-achtigen zoals Dudumus en knaagdierachtige opossummuizen zoals Argyrolagus te vermijden, was Patagonia een vrij gespecialiseerd dier.